# Авксентьев, Василий Евгеньевич
Васи́лий Евге́ньевич Авксе́нтьев (30 января [12 февраля] 1885 Рогозное, Стецковская волость, Сумской уезд, Харьковская губерния, Российская империя — 1973 СССР) — советский и российский музыкант, сооснователь музыкальной династии артистов Авсентьевых, виртуоз игры на русских народных инструментах, балалаечник, преподаватель, один из продолжателей дела основателя Великорусского оркестра В. В. Андреева и сооснователей вместе с братом Григорием первого Сибирского великорусского оркестра народных инструментов в Красноярске 1910 года, организатор любительских и профессиональных оркестров русских народных инструментов в городах России и СССР, а также автор методических пособий, обработок и переложений для балалайки. Участник Первой мировой войны. Награждён светло-бронзовой медалью в память 300-летия Царствования Дома Романовых, Орденом Святой Анны IV-й степени (Аннинское оружие) и Орденом Святого Владимира IV-й степени.

## Биография
Сын потомственного почётного гражданина, умершего в 1902 году. Православный. Детство и юность Василия Евгеньевича Авксентьева прошли в городе Красноярск, где он учился в церковно-приходской школе, городском начальном и духовном училищах, духовной семинарии, однако — Краснояской Духовной Семинарии полного курса не окончил, так как поступает в Иркутское пехотное юнкерское училище и окончив курс по 2-му разряду, направляется служить в город Томск. В 1910 году выходит в отставку в звании подпоручика. Согласно книжке послужного списка, женат в первом законном браке на православной крестьянке Мирии Яковлевне Заякиной. Недвижимого семейного или родового имущества не имели. Одновременно с учёбой и военной службой осваивает нотную музыкальную грамоту, обучившись играть на скрипке и многих народных инструментах. Двумя годами ранее — в 1908 году, — собирает коллектив балалаечников при красноярских железнодорожных мастерских в 7-м резервном красноярском полку и совместно с братом Генадием организовывают оркестр, — утверждённый губернатором как первый Сибирский великорусский оркестр впоследствии, — коллектив которого стал катализатором народно-инструментального исполнительства в Красноярске, что также послужило созданию подобных коллективов в Ачинске, Канске, Минусинске.
В 1913 году для прохождения офицерской службы призывается в распоряжение 29-го Сибирского стрелкового полка, расквартированного в Ачинске. Участвуя в первой мировой был ранен, проходя дальнейшее лечение в Петрограде, где встретился с родоначальником оркестрового музицирования на русских народных инструментах В. В. Андреевым. После госпиталя возвращается на фронт, где попадает в плен и направляется в концентрационный лагерь для военнопленных в Данию. Сумев раздобыть балалайку, старается отвлечься сам и отвлечь заключённых от плена музыкой. Василий Евгеньевич Авксентьев начинает выступления в Копенгагене и Норвегии, затем — поездка в США.
Из Америки прибывает во Владивосток на пароходе, а затем — в 1920 году, — железной дорогой приезжает в Красноярск и с января того же года становится за дирижёрским пультом своего оркестра. До середины 1923 года ведёт музыкальные классы в Народной консерватории. С 1923 по июнь 1938 годов живёт в Ростове-на-Дону, где организовывает и руководит несколькими оркестрами народных инструментов, одновременно учась на теоретико-композиторском отделении местного музыкального училища, которое окончил в 1932 году, также обучаясь на заочном отделении двухгодичных занятий на историко-теоретическом факультете в Московском музыкально-педагогическом институте.
Бывший офицер русской императорской армии и живший заграницей, 20 июня 1938 года Василий Евгеньевич Авксентьев подвергается репрессиям и арестовывается сотрудниками НКВД для дальнейшего осуждения и направления в места лишения свободы в Горьковскую область сроком на 4 года, после чего направляется на спецпоселение в Башкирию. Вскоре его вызывают в Москву, где он работает помощником художественного руководителя Государственного оркестра народных инструментов СССР, а затем художественным руководителем музыкальной студии при Государственном народном хоре имени Пятницкого.
С 1945 по 1953 годы Василий Евгеньевич занимается организацией и руководством большого оркестра русских народных инструментов Челябинского тракторного завода, после чего переключился на педагогическую деятельность в Московском музыкально-педагогическом училище имени Октябрьской революции, где кроме преподавательской деятельности по инструментоведение, выполняет музыкальные переложения произведений различных авторов и составляет учебные репертуарные сборники для балалайки.

## Семья
- Дед — священнослужитель Григорий, у которого были другие братья и дети.[16][17]
- Отец — потомственный почётный гражданин Евгений Григорьевич Авксентьев.[3][18]
- Мать — Матрона Ивановна Авксентьева.[3][10]
- Жена — православная крестьянка Мирия Яковлевна Заякина.
- Сын — Герман Васильевич Авксентьев.[19]
- Брат — балалаечник и сооснователь музыкальной династии Авксентьевых Григорий Евгеньевич Авксентьев.
- Ятровка — Мария Августовна Шифельбейн (нем. Schivelbein): немка из древнего знатного рода Шифельбайнов (нем. Schivelbein)[20] и семьи евангелистов, переехавших в Красноярск Российской империи из Царства Польского (Грохов Соколовского уезда Седлецкой губернии).[21][22] дочь Августа Христиановича Шифельбейн (1 августа 1848 — 22 января 1913) и внучка губернского секретаря Димитрия Николаевича Шангина (1828 — 1 апреля 1873), который в 1844 году также служил смотрителем тюремного Одоевского замка.[23].
- Свояк — артист-рассказчик театра имени Карла Либкнехта Николай Августович Лирский-Шифельбейн (1883—1933) умер в Харбине[24][25] и его жена: петербургская актриса, журналистка и медик — Софья Игнатьевна Стригуновская, выступавшая под сценическим именем Софья Лирская.[26].
- Племянник — Евгений Григорьевич Авксентьев.
- Внучатые племянники (двоюродные внуки): балалаечник Борис Евгеньевич Авксентьев (1941—2007); солист Москонцерта, заслуженный артист России с 1995 года Константин Евгеньевич Авксентьев.